# Sven von Appen
Sven von Appen (* 31. Oktober 1997) ist ein ehemaliger chilenischer Skirennläufer.

## Karriere
Von Appen gab sein internationales Renndebüt am 9. August 2013 bei einem Riesenslalom des South American Cups in Chapelco, wobei er sich mit Rang 24 auf Anhieb in den Punkterängen platzieren konnte.
Sein erstes internationales Großereignis bestritt er im März 2015 bei den Juniorenweltmeisterschaften in Hafjell, wobei er als bestes Ergebnis den 55. Rang in der Abfahrt erreichte. Bis zu diesem Zeitpunkt war Von Appen hauptsächlich bei kontinentalen Rennen in Nord- und Südamerika an den Start gegangen.
2017 nahm er erstmals an Alpinen Skiweltmeisterschaften teil. Bei den Wettkämpfen in St. Moritz belegte er als beste Platzierung Rang 44 in der Alpinen Kombination.
Sein bestes Ergebnis bei einem internationalen Großereignis erreichte er zwei Jahre später bei den Weltmeisterschaften in Åre mit Rang 40 im Riesenslalom.
Seine einzigen beiden Rennen im Weltcup bestritt von Appen im Januar 2024 bei zwei Super-Gs in Garmisch-Partenkirchen, wobei er jeweils ausschied.
Im Mai 2024 gab der chilenische Skiverband bekannt, dass von Appen seine Karriere beendete habe.

## Privates
Sein Bruder Henrik ist ebenfalls als Skirennläufer aktiv.

## Erfolge

### Weltmeisterschaften
- St. Moritz 2017: 44. Alpine Kombination, 50. Abfahrt, DNF Super-G, DNF Riesenslalom, DNQ Slalom
- Åre 2019: 40. Riesenslalom, 42. Super-G, 53. Abfahrt, DNF Alpine Kombination
- Cortina d’Ampezzo 2021: DNF Riesenslalom
- Courchevel/Méribel 2023: DNF Super-G, DNF Alpine Kombination, DNQ Riesenslalom

### Juniorenweltmeisterschaften
- Hafjell 2015: 55. Abfahrt, 67. Super-G, DNF Riesenslalom, DNF Slalom, DNF Alpine Kombination
- Åre 2017: 30. Super-G, 40. Alpine Kombination, 54. Abfahrt DNF Riesenslalom, DNF Slalom
- Davos 2018: 42. Super-G, 50. Abfahrt, DNF Riesenslalom, DNF Alpine Kombination, DNS Slalom

### South American Cup
- 6 Podestplätze

### Europacup
- Eine Platzierung unter den besten 30

### Weitere Erfolge
- 6 Siege bei FIS-Rennen